# Total Divas
Total Divas is een Amerikaanse realityserie die startte op 28 juli 2013 op de Amerikaanse televisiezender E!.
Total Divas geeft de kijkers het leven van enkele WWE Divas weer over hun werk met de WWE en hun persoonlijke leven.

## Deelnemers

### Hoofdrollen
- Brie Bella (Brianna Danielson)
- Nikki Bella (Stephanie Nicole Garcia-Colace)
- Natalya (Natalie Neidhart-Wilson)
- Naomi (Trinity Fatu)
- Carmella (Leah Van Dale)
- Nia Jax (Savelina Fanene)
- Maryse (Maryse Mizanin)
- Alexa Bliss (Alexis Kaufman)
- Lana (Catherine Perry)

### Voormalig
- Cameron (Ariane Andrew)
- Eva Marie (Natalie Coyle)
- Rosa Mendes (Milena Roucka)
- Alicia Fox (Victoria Crawford)
- Paige (Saraya-Jade Bevis)
- JoJo (Joseann Offerman)
- Summer Rae (Danielle Moinet)
- Renee Young (Renee Paquette)
- Dean Ambrose (Jonathan Good)
- Mandy Rose (Amanda Saccomanno)

### Terugkerende rollen
- Daniel Bryan (man van Brie Bella)
- John Cena (verloofde van Nikki Bella)
- Kathy Colace-Laurinaitis (moeder van Brie en Nikki)
- JJ Garcia (broer van Brie en Nikki)
- Jimmy Uso (man van Naomi)
- Mark Carrano (WWE Senior Director, Talent Relations)

### Gasten
- AJ Lee
- Bill DeMott
- Bret Hart
- Brodus Clay
- Chris Jericho
- Curt Hawkins
- Damien Sandow
- Harry Smith
- Emma
- Eve Torres
- Renee Young
- Dean Ambrose

- Fandango
- Heath Slater
- Jey Uso
- Jim Neidhart
- Jinder Mahal
- Justin Gabriel
- Justin Roberts
- Layla
- Mick Foley
- Randy Orton
- Rikishi
- Drew McIntyre

- Roman Reigns
- R-Truth
- Sara Amato
- Seth Rollins
- Stephanie McMahon
- Tamina Snuka
- Tensai
- The Miz
- Titus O'Neil
- Vince McMahon
- Zack Ryder

## Afleveringen

### Serie overzicht
| Seizoen | afleveringen | 1e uitzenddatum  | laatste uitzenddatum |
| ------- | ------------ | ---------------- | -------------------- |
| 1       | 14           | 28 juli 2013     | 15 december 2013     |
| 2       | 11           | 16 maart 2014    | 1 juni 2014          |
| 3       | 20           | 7 september 2014 | 8 maart 2015         |
| 4       | 13           | 7 juli 2015      | 29 september 2015    |
| 5       | 14           | 19 januari 2016  | 19 april 2016        |
| 6       | 16           | 16 november 2016 | 10 mei 2017          |
| 7       | 12*          | 1 november 2017  | 31 januari 2018      |

(*) = totaal geplande afleveringen